# 波達克 (2015年英國電視劇)
波達克是英国BBC公司在2015年开始播出电视剧，该剧根据英国小说家温斯顿·格瑞艾姆所写的系列小說改編而成，這是BBC在1975年后第二次拍攝這部小说集。

## 角色及演員
| 角色              | 演员名          | 备注                |
| ----------------- | --------------- | ------------------- |
| 罗斯·波尔达克     | 艾丹·特纳       | 艾丹·特纳为1983年生 |
| 德美尔扎          | 埃莉诺·汤姆林森 |                     |
| 伊丽莎白          | 海达·里德       |                     |
| 弗朗西斯·波尔达克 | 凯尔·索勒       |                     |
| 乔治·瓦勒根       | 杰克·法辛       |                     |

## 剧情

### 第一季
1780年的英國，罗斯·波尔达克為了逃避走私指控被迫參軍並遠赴美洲戰場作戰，將心上人伊丽莎白留在身後。三年後(1783年)，罗斯·波尔达克從美國獨立戰爭的戰場上返回家鄉康沃尔郡。他發現父親已經死了，父親的礦場關門了，其他家族礦場也在不斷裁員，房子破敗不堪，伊丽莎白也將嫁給自己的堂弟弗朗西斯·波尔达克。
罗斯·波尔达克在苦闷中决定开始新的生活，他偶然救下了性格刁蠻的农村少女德美尔扎並僱傭她為女僕，罗斯·波尔达克和德美尔扎渐渐产生了情愫并结了婚。罗斯·波尔达克试图重振波尔达克的矿井产业，但是他的商业对手乔治·瓦勒根处处给予使坏。此后弗朗西斯·波尔达克因为生活上的不顺与伊丽莎白逐渐疏远，罗斯·波尔达克和德美尔扎的女儿在一场传染病中不幸去世，但是罗斯·波尔达克和德美尔扎并没有被生活所吓倒，而是努力地继续生活并取得了成功。